# Passo Fundo

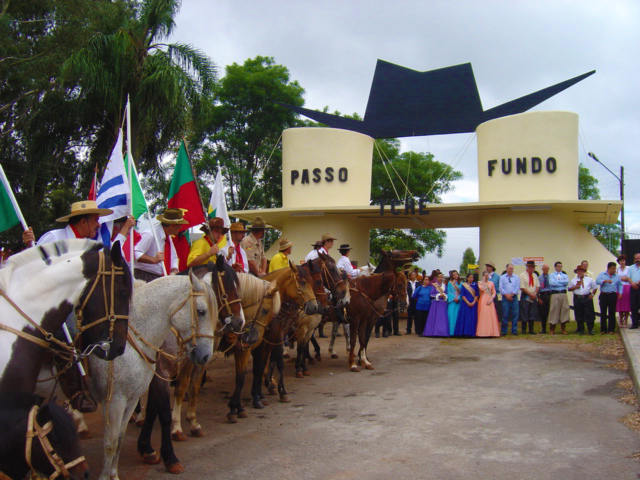
Parc de Rodeios Roselandia

Passo Fundo és una ciutat brasilera de l'estat de Rio Grande do Sul. Té una superfície de 459,4 km², amb una població de 185.279 habitants (2005) i posseeix una densitat de 366,7 h/km². El municipi limita amb Pontão, Coxilha, Mato Castelhano, Marau, Ernestina, Sant Antônio do Planalto i Carazinho.
És un pol sanitari, ja que compta amb els més moderns centres mèdics del sud del Brasil. L'HSVP (Hospital São Vicente de Paulo) compta amb el 3r major centre de radiologia i radioteràpia del sud brasiler.